# Некропола Црквина (Фоча)
Некропола Црквина или Некропола са стећцима и 4 касноантичка надгробника на локалитету Мрамор (Црквина), Врбица представља средњовековну некрополу стећака која се налази на територији општине Фоча. Некропола се налази на листи од 30 средњовековних некропола стећака које су 2016. године уврштене на листу Светске баштине Унеска.

## Локација
Некропола се налази у засеоку Врбица надомак села Челебићи, удаљеном од Фоче око 20 km ваздушне линије у правцу југоистока, на локалитету Мрамор (Црквина).

## Историјат
Ово подручје у предримско доба припадало је илирском племенском савезу Пируста. Скупа са Деситијатима борили су се до краја против Римљана и посљедњи били поражени у Батоновом устанку. Област Дрине — Горње Подриње, око горњег тока истоимене реке помиње се већ код попа Дукљанина средином XII века. Од тог времена може се пратити њен изузетан значај у привредном и политичком погледу, било да се налази у саставу српске или босанске државе. Године 1373. ова област припала је Босанском краљевству, у вријеме краља Твртка I.

## Опис
Некропола садржи 205 стећака, од тога 129 сандука, 2 сљемењака и 74 стећка недефинисаног облика. У некрополи су још 3 касноантичке плоче, 1 римска ара и 2 средњовековне плоче. Од 211 евидентираних споменика, 22 (3 касноантичке плоче и 19 стећака) садрже украсе: фриз, мањи крстови, стилизовани крст, антропоморфни крст, полумесеци, штап, мачеви, бодеж, кругови, воденица, рука, розета, представа животиње, рељефне представе људских фигура.